# Ovofagia

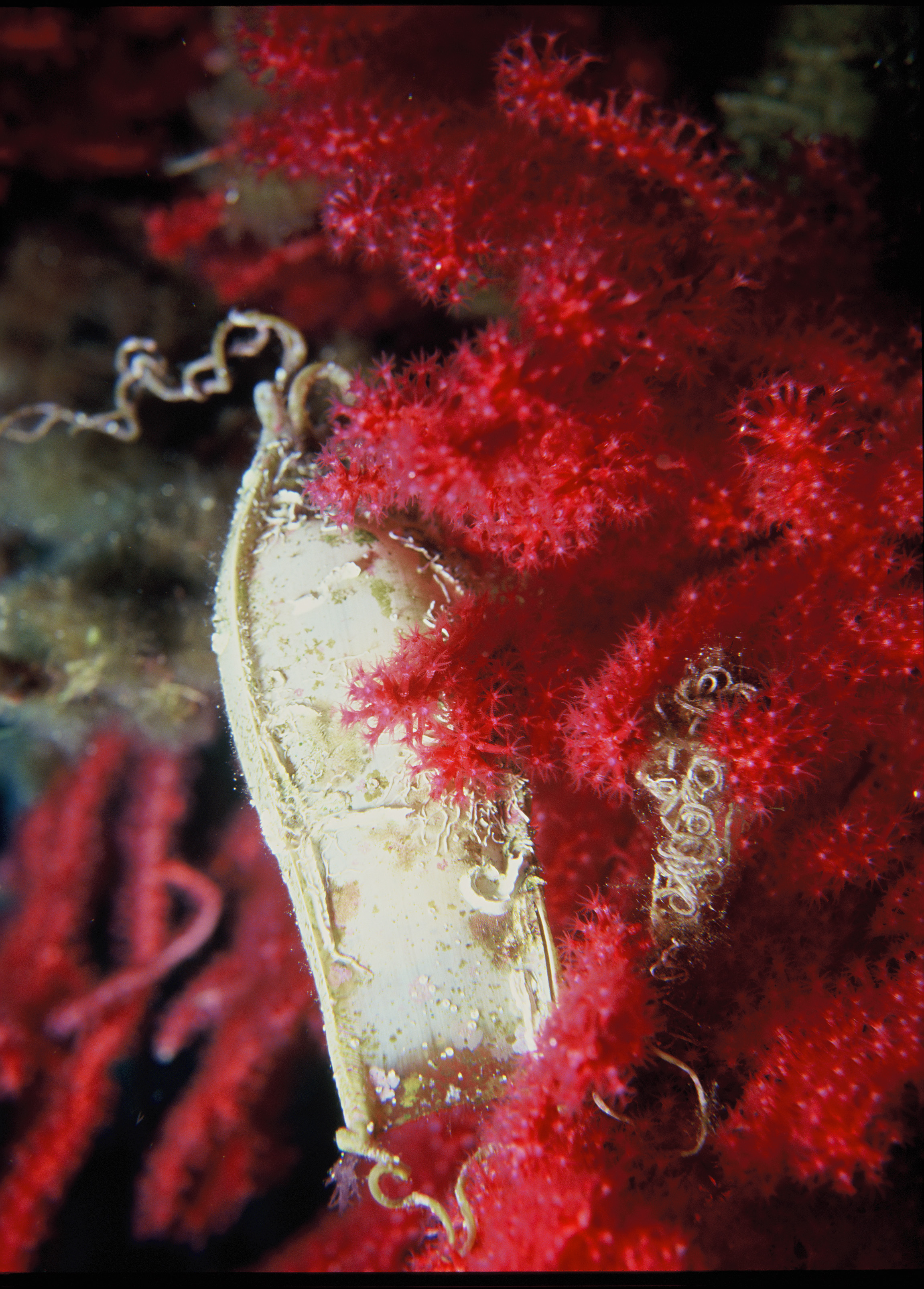
Uova di squalo.

L'ovofagia, cioè l'abitudine di nutrirsi di uova, è una pratica che caratterizza alcuni embrioni che si nutrono di uova prodotte dall'ovaia mentre ancora si trovano all'interno dell'utero materno.
Si ritiene che questa pratica occorra in tutti gli squali dell'ordine Lamniformes ed è stata provata nello squalo volpe occhione (Alopias superciliosus), nello squalo volpe pelagico (Alopias pelagicus), nello squalo mako (Isurus oxyrinchus), nello smeriglio (Lamna nasus) ed in altri.
Questo fenomeno può essere utile per adattare gli embrioni più grandi e forti al loro ruolo di predatori.
Ci sono anche delle varianti all'ovofagia tra gli squali esistenti. Per esempio la squalo toro (Carcharias taurus) è noto per praticare il cannibalismo intrauterino: all'interno dell'utero l'embrione dominante consuma sia uova sia altri embrioni. Il Gollum attenuatus produce capsule contenenti da 30 ad 80 uova, una sola delle quali destinata a svilupparsi e a ingerire le altre che sono contenute in un sacco vitellino a parte. L'embrione riesce poi a svilupparsi completamente senza attaccare le altre uova feconde.
Parlando di ovofagia ci si riferisce a volte anche al comportamento più generale di quelle specie che si nutrono di uova come i serpenti o alla ovofagia differenziale che è praticata dalle specie di vespa Polistes. Anche la gallina può prendere l'abitudine di nutrirsi delle proprie uova.